# Glamour Boys (políticos)
Os Glamour Boys eram um grupo de membros homossexuais do Partido Conservador no parlamento britânico na década de 1930 que estavam entre os primeiros a alertar sobre Hitler e os perigos da política de apaziguamento com a Alemanha Nazista.

## Nome
Neville Chamberlain apelidou o grupo de forma irônica de "glamour boys", provavelmente como uma insinuação da sexualidade de seus membros em uma Grã-Bretanha onde a prática homossexual era ilegal.

## Membros
O grupo não era uma organização formal; portanto, a filiação é fluida. Todos os listados abaixo perderam suas vidas servindo na Segunda Guerra Mundial que se seguiu:

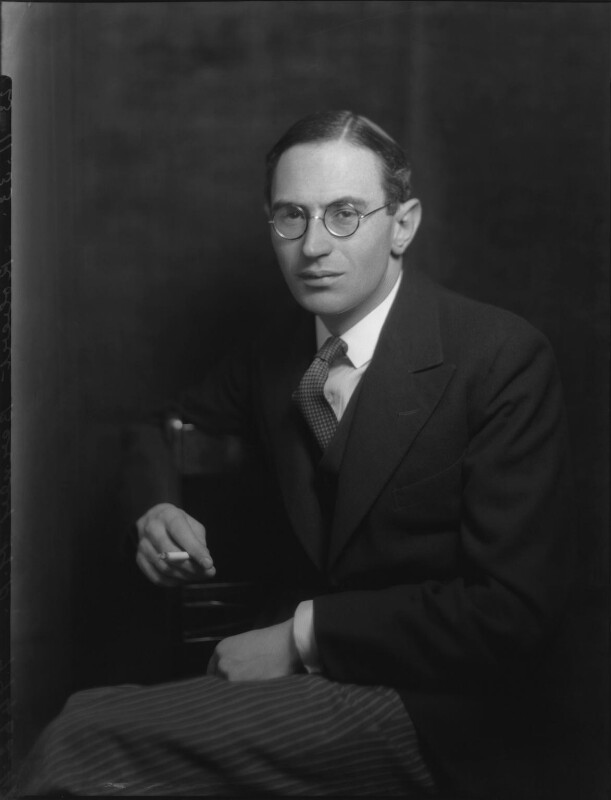
Robert Bernays
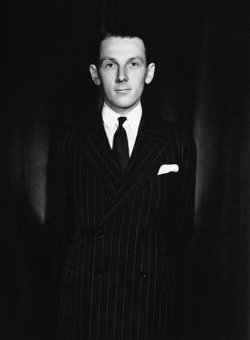
Ronald Cartland
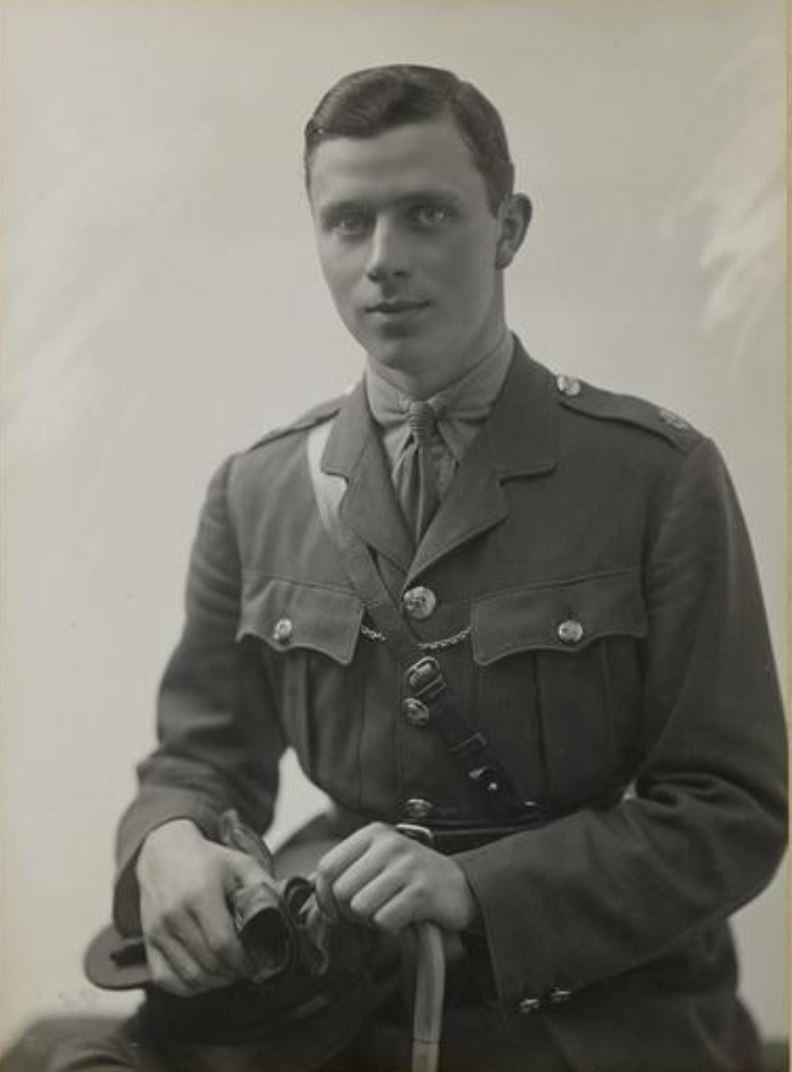
Victor Cazalet
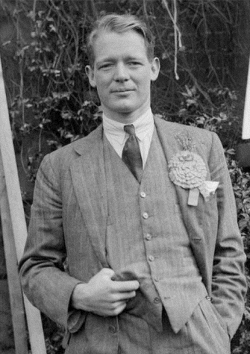
John Macnamara
Anthony Muirhead

Outros associados ao grupo incluem Robert Boothby, Harold Nicolson, Harry Crookshank, Ronald Tree e Jim Thomas.

## Apreensões sobre Hitler
No final da década de 1920 e início da década de 1930, a liberação sexual em Berlim era muito convidativa para os homossexuais britânicos, que viviam sob o medo da perseguição em seu país. Vivendo suas vidas com subterfúgios praticados na Grã-Bretanha, os gays sentiam-se livres para serem eles mesmos em Berlim.
Entre esses visitantes regulares à Alemanha estavam os parlamentares britânicos. O tratamento dispensado aos judeus e o assassinato de homossexuais no expurgo de oponentes políticos de Hitler na Noite das Facas Longas, em 1934, deram-lhes percepções que muitos na Grã-Bretanha desejavam ignorar. O grupo se manifestou contra o apaziguamento, criticou duramente o Acordo de Munique e tornou-se fervoroso defensor do rearmamento. Muitos deles até se alistaram, correndo o risco de serem expostos e presos.
Sem esses rebeldes parlamentares terem dado o alarme já em 1932 e falado e votado contra a política de apaziguamento de Chamberlain, diz o autor Chris Bryant, a Grã-Bretanha "nunca teria entrado em guerra com Hitler, Churchill nunca se teria tornado primeiro-ministro e o nazismo nunca teria sido derrotado".
No final da década, a liberação sexual de Berlim acabou e homens gays foram enviados para campos de concentração.

## Assédio
Neville Chamberlain mandou segui-los, assediá-los, espioná-los e ridicularizá-los na imprensa. Foram atacados como belicistas, ameaçados de destituição e tiveram os seus telefones grampeados.

## Mídia
A homossexualidade permaneceu ilegal na Inglaterra e no País de Gales até 1967; por definição, a vida privada de homens gays a partir da década de 1930 não foi muito documentada. Argumenta-se que esses homens foram apagados da história por décadas devido à sua sexualidade.
Eles são os temas do livro do político galês do Partido Trabalhista Chris Bryant, The Glamour Boys: The Secret Story of the Rebels who Fought for Britain to Defeat Hitler, publicado pela Bloomsbury Publishing em 2020. O livro foi uma das principais indicações do The Guardian no outono de 2020.
Bryant disse: "Churchill recebe todo o crédito o tempo todo porque foi isso que ele escreveu. Ele se opôs à política de apaziguamento e a todo o resto, mas o que ninguém, eu acho, saberia é que metade das vezes em que Churchill e [Anthony] Eden estavam conspirando com os rebeldes, quase metade dos homens na sala eram 'queer'."